# Werelderfgoed in Libië
Tot het UNESCO werelderfgoed in Libië behoren vijf werelderfgoederen. De eerste werd in 1982 ingeschreven.

## Werelderfgoederen

### Actuele Werelderfgoederen
Deze lijst toont de werelderfgoederen in Libië in chronologische volgorde (C – Cultuurerfgoed; N – Natuurerfgoed).
| Naam                              | Jaar | Soort | Beschrijving | Afbeelding |
| --------------------------------- | ---- | ----- | ------------ | ---------- |
| Archeologisch Leptis Magna        | 1982 | C     |              |            |
| Archeologisch Sabratha            | 1982 | C     |              |            |
| Archeologisch Cyrene              | 1982 | C     |              |            |
| Rotstekeningen van Tadrart Acacus | 1985 | C     |              |            |
| Oude stad Ghadames                | 1986 | C     |              |            |

### Als Werelderfgoed genomineerde objecten
Op de voorlopige lijst van de UNESCO worden objecten ingeschreven die naar het inzicht van de betreffende regering potentieel voor de erkenning als werelderfgoed in aanmerking komen. Dit zegt niets over een eventuele daadwerkelijke succesvolle inschrijving op de lijst. Tegenwoordig (2025) zijn op de voorlopige lijst drie objecten uit Libië ingeschreven.
| Naam                                    | Jaar | Soort | Beschrijving | Afbeelding |
| --------------------------------------- | ---- | ----- | ------------ | ---------- |
| Ghirza                                  | 2020 | C     |              |            |
| Haua Fteah                              | 2020 | C     |              |            |
| Archeologische vindplaats van Ptolemais | 2020 | C     |              |            |

## Objecten voorheen op de Kandidatenlijst
Deze objecten werden van de voorlopige lijst verwijderd en door nieuwe vervangen.
| Naam          | Jaar        | Soort | Beschrijving | Afbeelding |
| ------------- | ----------- | ----- | ------------ | ---------- |
| Tripoli       | 1984 - 1984 | C     |              |            |
| Apollonia     | 1984 - 1996 | C     |              |            |
| Euhesperides  | 1984 - 1996 | C     |              |            |
| Garama        | 1984 - 1996 | C     |              |            |
| Medina Sultan | 1984 - 1996 | C     |              |            |
| Taucheira     | 1984 - 1996 | C     |              |            |

Archeologisch Cyrene · Archeologisch Leptis Magna · Archeologisch Sabratha · Oude stad van Ghadames · Rotstekeningen van Tadrart Acacus